# Arthur L. Todd
Pour les articles homonymes, voir Todd.
Arthur Lyle Todd, né le 12 février 1895 à West New York (New Jersey), mort le 28 août 1942 à Oceanside (État de New York), est un directeur de la photographie américain.
Il est généralement crédité Arthur L. Todd ou Arthur Todd.

## Biographie
Arthur L. Todd est chef opérateur de 1917 à 1942, sur cent-trente-cinq films américains (dont quelques westerns). Le premier est La Casaque verte de Maurice Tourneur, qu'il retrouve à plusieurs reprises pendant la période du muet, jusqu'en 1925.
Parmi les autres réalisateurs qu'il assiste durant sa carrière, mentionnons Norman Z. McLeod (Monnaie de singe en 1931, avec les Marx Brothers), William A. Wellman (ex. : Wild Boys of the Road en 1933, avec Frankie Darro et Rochelle Hudson), Ray Enright (ex. : Alibi Ike en 1935, avec Joe E. Brown et Olivia de Havilland), ou encore Lewis Seiler (ex. : You're in the Army Now en 1941, avec Jimmy Durante et Jane Wyman).

## Filmographie partielle
- 1917 : La Casaque verte (The Whip) de Maurice Tourneur
- 1919 : Delivrance
- 1919 : Le Secret de l'or (Desert Gold) de T. Hayes Hunter
- 1922 : According to Hoyle de W. S. Van Dyke
- 1922 : L'Enfant sacrifiée (Forget Me Not) de W. S. Van Dyke
- 1923 : L'Île des navires perdus (The Isle of Lost Ships) de Maurice Tourneur
- 1924 : La vie et la mort ont croisé le fer (In Every Woman's Life) de Irving Cummings
- 1924 : Gold Heels (en) de W. S. Van Dyke
- 1924 : La Phalène blanche (The White Moth) de Maurice Tourneur
- 1925 : One Year to Live d'Irving Cummings
- 1925 : Sporting Life de Maurice Tourneur
- 1926 : Skinner's Dress Suit de William A. Seiter
- 1927 : Out All Night de William A. Seiter
- 1927 : Le Champion improvisé de Melville W. Brown
- 1928 : Pour l'amour du sport (Golf Widows) de Erle C. Kenton
- 1928 : The Night Bird de Fred C. Newmeyer
- 1928 : Le Prince des cacahuètes (How to Handle Women) de William James Craft
- 1928 : L'Honnête Monsieur Freddy (Good Morning, Judge)
- 1929 : The Forward Pass d'Edward F. Cline
- 1929 : Clear the Decks de Joseph Henabery
- 1929 : Un jour de veine (His Lucky Day) d'Edward F. Cline
- 1930 : Loose Ankles de Ted Wilde
- 1930 : A Devil with Women d'Irving Cummings
- 1931 : The Lawyer's Secret de Louis Gasnier de Louis J. Gasnier et Max Marcin
- 1931 : Monnaie de singe (Monkey Business) de Norman Z. McLeod
- 1931 : Sooky de Norman Taurog
- 1932 : Folies olympiques (Million Dollar Legs) d'Edward F. Cline
- 1932 : Hot Saturday de William A. Seiter
- 1932 : Blanco, seigneur des prairies (Wild Horse Mesa) de Henry Hathaway
- 1933 : Les Enfants de la crise (Wild Boys of the Road) de William A. Wellman
- 1933 : She Had to Say Yes de George Amy et Busby Berkeley
- 1933 : Elmer, the Great de Mervyn LeRoy
- 1933 : College Coach de William A. Wellman
- 1933 : Toujours dans mon cœur (Ever in My Heart) d'Archie Mayo
- 1933 : Girl Missing de Robert Florey
- 1934 : J'écoute (I've Got Your Number) de Ray Enright
- 1934 : Return of the Terror d'Howard Bretherton
- 1934 : Big Hearted Herbert de William Keighley
- 1935 : Alibi Ike de Ray Enright
- 1935 : The Florentine Dagger de Robert Florey
- 1935 : Broadway Hostess de Frank McDonald
- 1935 : Miss Pacific (Miss Pacific Fleet) de Ray Enright
- 1935 : Red Hot Tires de D. Ross Lederman
- 1936 : Le Grand Barrage (Boulder Dam) de Frank McDonald
- 1936 : Jailbreak de Nick Grinde
- 1936 : Frivolités (Sing Me a Love Song) de Ray Enright
- 1936 : Down the Stretch de William Clemens
- 1937 : Her Husband's Secretary de Frank McDonald
- 1937 : Men in Exile de John Farrow
- 1937 : Voici l'escadre (The Singing Marine) de Ray Enright
- 1937 : Melody for Two de Louis King
- 1937 : Mariez-vous ! (Marry the Girl) de William C. McGann
- 1937 : En liberté provisoire (Back in Circulation) de Ray Enright
- 1938 : L'École du crime (Crime School) de Lewis Seiler
- 1938 : Jeunes Filles en surveillance (Girls on Probation) de William C. McGann
- 1938 : Torchy gets Her Man de William Beaudine
- 1938 : Le Cavalier errant (Going Places) de Ray Enright
- 1939 : The Man Who Dared (en) de Crane Wilbur
- 1939 : Fausses Notes (Naughty but Nice) de Ray Enright
- 1939 : On Dress Parade de William Clemens
- 1939 : L'Étonnant M. Williams (The Amazing Mr. Williams) d'Alexander Hall
- 1940 : An Angel from Texas de Ray Enright
- 1940 : L'Étoile d'Afrique (South of Suez) de Lewis Seiler
- 1941 : The Great Mister Nobody de Benjamin Stoloff
- 1941 : Bad Men of Missouri de Ray Enright
- 1941 : Jimmy s'en va-t-en guerre (You're in the Army Now) de Lewis Seiler
- 1941 : Three Sons o' Guns de Benjamin Stoloff
- 1941 : The Smiling Ghost de Lewis Seiler
- 1942 : Lady Gangster de Robert Florey